# ビルクリーニング
ビルクリーニング（英：Building Cleaning）は、不特定多数の利用者が利用する建築物を対象とする清掃のこと。ビル清掃・建築物清掃とも。

## 目的
建築物利用者のために衛生環境の整備を行うほか、建築物の美観の維持を主目的とする。

## 対象
オフィスビルのほか、病院・ショッピングセンター・デパート・スーパー・量販店・図書館・美術館・博物館・映画館・学校・駅・コンビニエンスストアなども対象としている。

## 根拠法令
- 建築物における衛生的環境の確保に関する法律
- 建築物環境衛生管理基準

## 作業方法
場所、建材、汚れなどの違いに対し、清掃法、洗剤、清掃用具を適切に選択して清掃作業を行うほか、廃棄物の回収も行う。

### 場所・対象
玄関・廊下・風除室・喫煙所・湯沸室・事務室・エレベーターホール・階段・トイレ・駐車場・外壁・廃棄物処理室・エレベーター・エスカレーター・フロアマット・什器・備品など

### 建材
硬質床・弾性床・御影石・大理石・テラゾー・磁器タイル・塩化ビニル・ゴム・木・リノリウム・ガラス・ウール・ナイロン・ポリプロピレン・ステンレス・アルミ・真鍮など

### 汚れ
水・土砂・ホコリ・手垢・油脂・尿石・ヒールマーク・スカッフマーク・水溶性・油溶性など

### 清掃法
乾拭き・水拭き・しめり拭き・擦り拭き・洗剤拭き・仕上げ拭き・拾い掃き・廻し洗いなど

### 清掃用具
洗剤（中性・アルカリ性・酸性）・剥離剤・ワックス・タオル・ワイピングクロス・ちり取り・ホウキ・自在ぼうき・モップ・ダストモップ・パテナイフ・デッキブラシ・スクイジー・ポリッシャー・自動床洗浄機・真空掃除機・エクストラクター・送風機など
最近では、清掃作業のほか、抗菌剤や熱反射材、防錆剤のコーティングも行っている事業者もいる。

## 清掃回数
基本的には「日常清掃」（「巡回清掃」を含む）であるが、日常清掃では行わない箇所（例：手の届かない箇所）を一定期間で清掃する「定期清掃」、臨時の「特別清掃」が行われる。

## 関連資格
- ビルクリーニング技能士
- 清掃作業監督者 - 「建築物清掃業」の登録に必須
- 病院清掃受託責任者
- 建築物清掃業管理評価資格者
- 建築物環境衛生管理技術者
- 職業訓練指導員 (建築物衛生管理科)
- 清掃作業従事者研修指導者

## 関連技能競技会
- ビルクリーニング技能競技会
- 全国障害者技能競技大会（アビリンピック） - ビルクリーニング部門

## 関連団体
- 全国ビルメンテナンス協会
  - 建築物管理訓練センター
- ビル管理教育センター
- 関西環境開発センター